# Geophis nigrocinctus
Geophis nigrocinctus (чорносмуга земляна змія) — вид змій родини полозових (Colubridae). Ендемік Мексики.

## Поширення і екологія
Чорносмугі земляні змії мешкають в районі Дос-Агуас в горах Сьєрра-де-Коалкоман на півночі штату Мічоакан та в районі Лас-Хойас в горах Сьєрра-де-Манантлан в штаті Халіско. Вони живуть в лісовій підстилці вологих гірських тропічних лісів та сосново-дубових лісів, серед опалого листя. Зустрічаються на висоті від 1900 до 2100 м над рівнем моря. Відкладають яйця.